# 깝작도요
깝작도요는 도요목, 도요과의 한 종이다. 몸길이는 20 cm, 날개를 편 길이는 11cm이다.또, 영명은 "Common Sandpiper"이다.

## 특징
도요새의 한 종류인 이 새는 동아시아 북부에서 동남아시아로 갈때 한국을 지나가는 나그네새이다.울음소리는"삐삐"를 여러번 우는 식이다.
(담수)습지에서 각종 갑각류, 연체동물, 곤충, 거미 따위를 쪼아먹으며 4, 5, 9, 10월에 서식하고, 6, 7, 8월 동안 번식한다. 서식지인 습지나 하천에서 흔하게 발견된다.

## 생김새
깝작도요의 생김새는 등쪽이 조금 연한 회갈색이고, 가슴에는 연한 회갈색 선이있다.
그리고 배와 날개 앞쪽, 눈썹선이 흰색이며, 검은 눈과 눈선, 황갈색의 긴 부리와 짧은 다리를 지니고있다.